# Oblys d'Almaty

L'oblys d'Almaty avant juin 2022.

L'oblys d'Almaty (en kazakh : Алматы облысы) est une subdivision administrative du Kazakhstan. Sa capitale est la ville de Kounaïev.

## Géographie

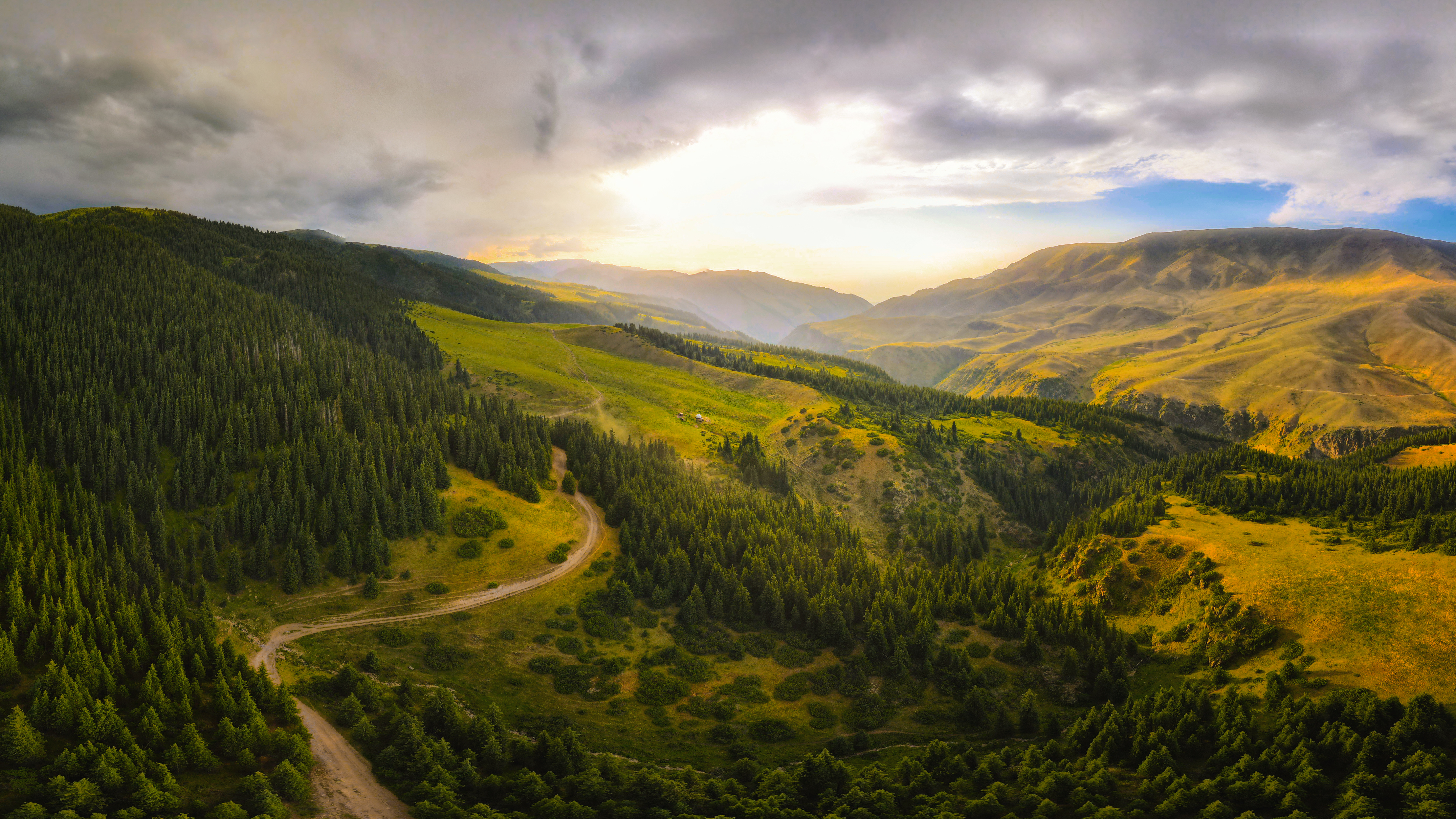
Dans la réserve naturelle d'Almaty, une aire protégée de l'oblys d'Almaty. Juillet 2021.

L'oblys est situé au sud-est du pays, au pied des monts Tian Shan ; il est limité au sud par le Kirghizstan et à l'est par la République populaire de Chine. La ville d'Almaty, la plus peuplée du pays et ancienne capitale, a un statut spécial et n'appartient pas à l'oblys. Avant 2022, sa superficie était de 223 911 km2.
Autour d'Almaty se trouvent des forêts entièrement composées de pommiers sauvages Malus sieversii, un centre de richesse génétique essentiel pour la continuation de l'industrie mondiale de la pomme.

## Histoire
La province est créée le 10 mars 1932 au sein de ce qui est alors la République soviétique socialiste autonome kazakhe.
Le 8 juin 2022, elle est scindée en deux quand la partie nord est érigée en oblys de Jetyssou. La ville de Taldykourgan, intégrée à la nouvelle entité administrative, est alors remplacée comme capitale par Kounaïev, anciennement appelée Kapchagaï.

## Subdivisions
L'oblys est subdivisé en neuf districts et comprend également une ville autonome.

### Districts
Les districts et leur chef-lieu sont les suivants :
| District                  | Chef-lieu    |
| ------------------------- | ------------ |
| District de Balkhash      | Bakanas      |
| District d'Enbekchikazakh | Iessik       |
| District d'Ile            | Otegen Batyr |
| District de Karasaï       | Kaskelen     |
| District de Kegen         | Kegen        |
| District de Raiymbek      | Narynkol     |
| District de Talgar        | Talgar       |
| District Ouïghour         | Chundzha     |
| District de Djamboul      | Uzynagash    |

### Ville autonome
| Ville    |
| -------- |
| Kounaïev |